# Bellingwoldermeer
Het Bellingwoldermeer was een veenmeertje of meerstal in de provincie Groningen. Het wordt onder andere afgebeeld op Cornelis Pijnackers kaart van Drenthe uit 1634 en op de provinciekaart van Theodorus Beckeringh uit 1781. In de 19e eeuw was het meertje inmiddels droog gelegd.